# Baranówek (Kielce)

Dzielnice i osiedla Kielc, Baranówek ma na mapie nr 36

Baranówek – część Kielc, znajdująca się na południowych obrzeżach miasta. Do Baranówka często zaliczany jest również sąsiadujący z nim teren rekreacyjny Stadion (Stadion Leśny). Na Baranówku przeważa zdecydowanie zabudowa jednorodzinna.
Na terenie Baranówka znajduje się Szkoła Podstawowa nr 9 im. Adolfa Dygasińskiego oraz Przedszkole Samorządowe nr 8. Na terenie pobliskiej Kawetczyzny swoją siedzibę ma zakon Karmelitanek Bosych. Baranówek należy do parafii pw. Chrystusa Króla.
Na Baranówku, przy ul. Mahometańskiej w młodości mieszkał aktor Wiesław Gołas.
Na terenie Baranówka (ściślej – Stadionu) znajduje się Park Kultury i Rekreacji, na jego terenie jest wyciąg narciarski „Skocznia” oraz Tor Koński. W lesie znajduje się również wiele miejsc związanych z II wojną światową, m.in. pomniki upamiętniające rozstrzelanie w pobliżu przez hitlerowców kilku tysięcy Polaków w latach 1940–1944, w tym pomnik ofiar Akcji AB (eksterminacja polskiej inteligencji), zamordowanych 12 czerwca 1940.
Dojazd autobusami linii: 2, 4, 24, 27, 29, 30, 44, 54 i 103.